# Krasław
Krasław (łot. Krāslava, łatg. Kruoslova, niem. Kreslau) – miasto na wschodniej Łotwie, stolica novadsu Krasław. 10 854 mieszkańców. 
W mieście rozwinął się przemysł lniarski oraz drzewny. W pobliżu znajduje się stacja kolejowa Krāslava.

## Historia
Miasteczko zaczęło się intensywnie rozwijać dopiero w XVIII w. gdy swoją opieką otoczył je Jan Ludwik Plater – wojewoda, starosta i kasztelan inflancki. To on założył tutaj główną rezydencję Platerów, co za skutkowało tym, że miasteczko stało się jednym z wielu promieniujących punktów polskości skupiających życie z „Inflant Polskich”. Miasto po Janie Ludwiku przejął jego syn – Konstanty Ludwik Plater, którego wkład w rozwój miasta był jeszcze większy: powstały ratusz i kramy, szpital, pałac i biblioteka. Konstanty Ludwik ufundował wzniesiony w latach 1755-1767 kościół według projektu Antonia Paracco, do którego po krótkim czasie trafiły relikwie św. Donata (biskupa Euorei w greckim Epirze). Świątynia ta miała stać się katedrą biskupiej diecezji inflanckiej, jednak uniemożliwił to pierwszy rozbiór Polski w 1772 roku, po którym ziemie Inflant zostały odłączone od państwa polskiego. 

## Zabytki

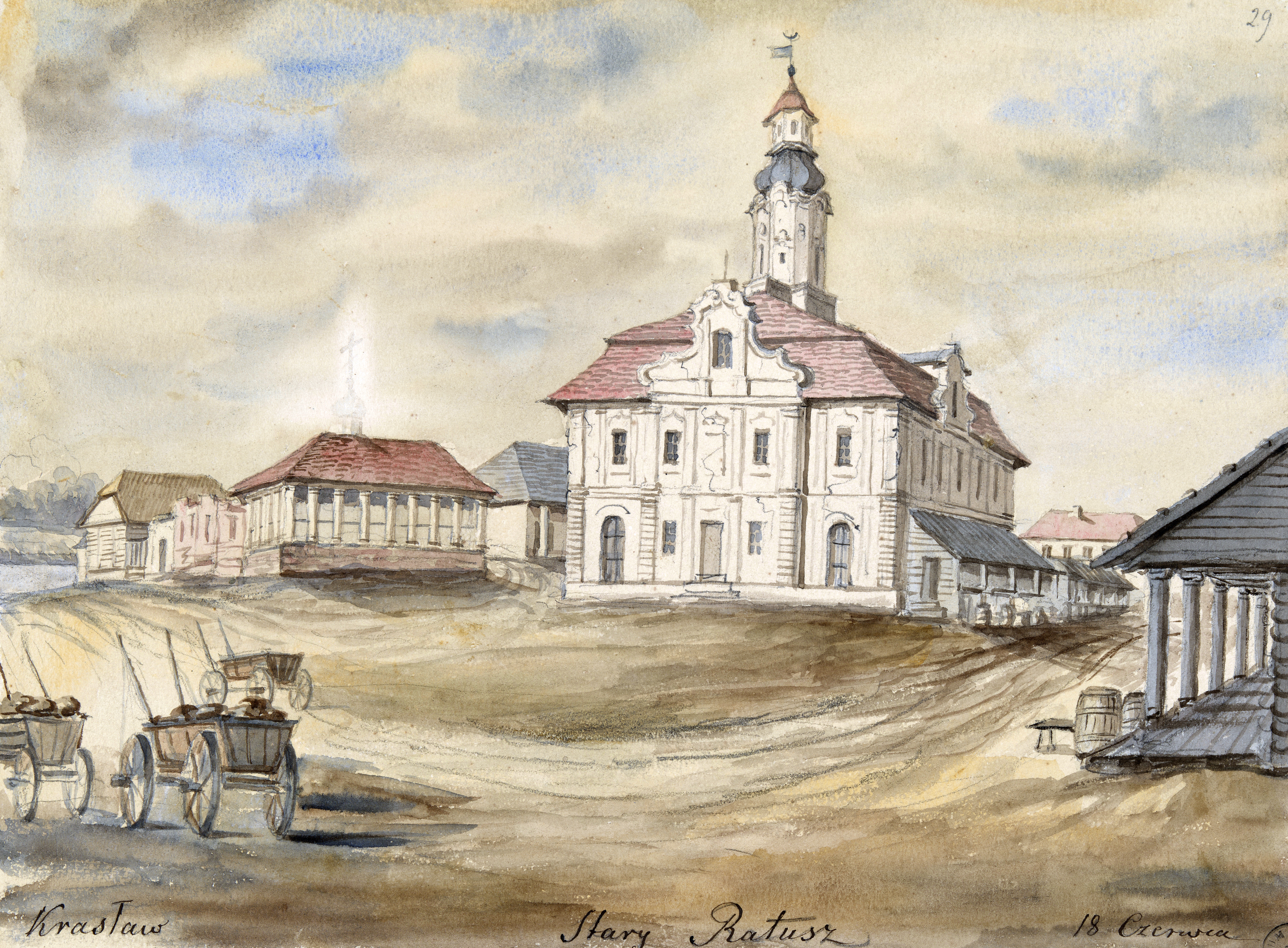
Ratusz w Krasławiu na rys. N.Ordy

- Pałac barokowy zbudowany przez Konstantego Ludwika Platera w latach 1765–1791, przypuszczalnie wg proj. Antoniego Paracca, nakryty unikatowym w skali dzisiejszej Łotwy dachem mansardowym. W jego skład wchodzi także: budynek biblioteki i młyn wodny. Pałac piętrowy, w środkowej części dwupiętrowy[4]
- Biblioteka pałacowa Platerów w stylu barokowym z 1759 r., projekt Antonio Paracca
- kościół pw. św. Ludwika (1755–1767). Główny ołtarz został w 1760 ozdobiony freskiem włoskiego malarza związanego z Polską – Filippo Castaldiego, fresk przedstawia św. Ludwika (króla Francji) wyruszającego na krucjatę. W latach 80 XIX wieku ksiądz Józef Jałowiecki, proboszcz kościoła w Krasławiu, zamówił obraz o tej samej treści, a jego wykonawcą byli m.in. Tomasz Lisiewicz (twórcy m.in. rysunków technicznych w prezbiterium Kościoła Mariackiego w Krakowie) i Izydor Jabłoński. Obraz powstał ostatecznie w 1884 roku, a szkic do niego wykonał Jan Matejko. Szkic ten obecnie znajduje się w Muzeum Okręgowym w Toruniu. Wspomniany powyżej obraz został odnowiony w latach 2003–2006 przez polskich konserwatorów (z funduszu Senatu Rzeczypospolitej Polskiej i Ministerstwa Kultury i Dziedzictwa Narodowego). Obecnie wisi na bocznej ścianie prezbiterium. W ostatnich latach kościół został objęty projektem rewaloryzacyjnym, realizowanym w ramach Programu Ministra Kultury i Dziedzictwa Narodowego „Dziedzictwo Kulturowe”, finansowanym ze środków ministerialnych, które pochodzą bezpośrednio z budżetu państwa polskiego.
- ratusz z XVIII wieku, proj. Antonio Paracca
- Kościół ewangelicki
- molenna (dom modlitwy) staroobrzędowców
- cmentarz żydowski

W XVIII–XIX wieku działało w Krasławiu seminarium duchowne.

## Ludzie związani z Krasławiem
- Naum Aronson – rzeźbiarz pochodzenia żydowskiego, tworzący głównie we Francji
- Nikołaj Łosski – rosyjski filozof
- August Kościesza-Żaba – polski i rosyjski orientalista, iranista
- Jan Purwiński – polski duchowny katolicki, biskup kijowsko-żytomierski
- Ineta Radēviča – łotewska lekkoatletka
- Juris Silovs – łotewski lekkoatleta

## Miasta partnerskie

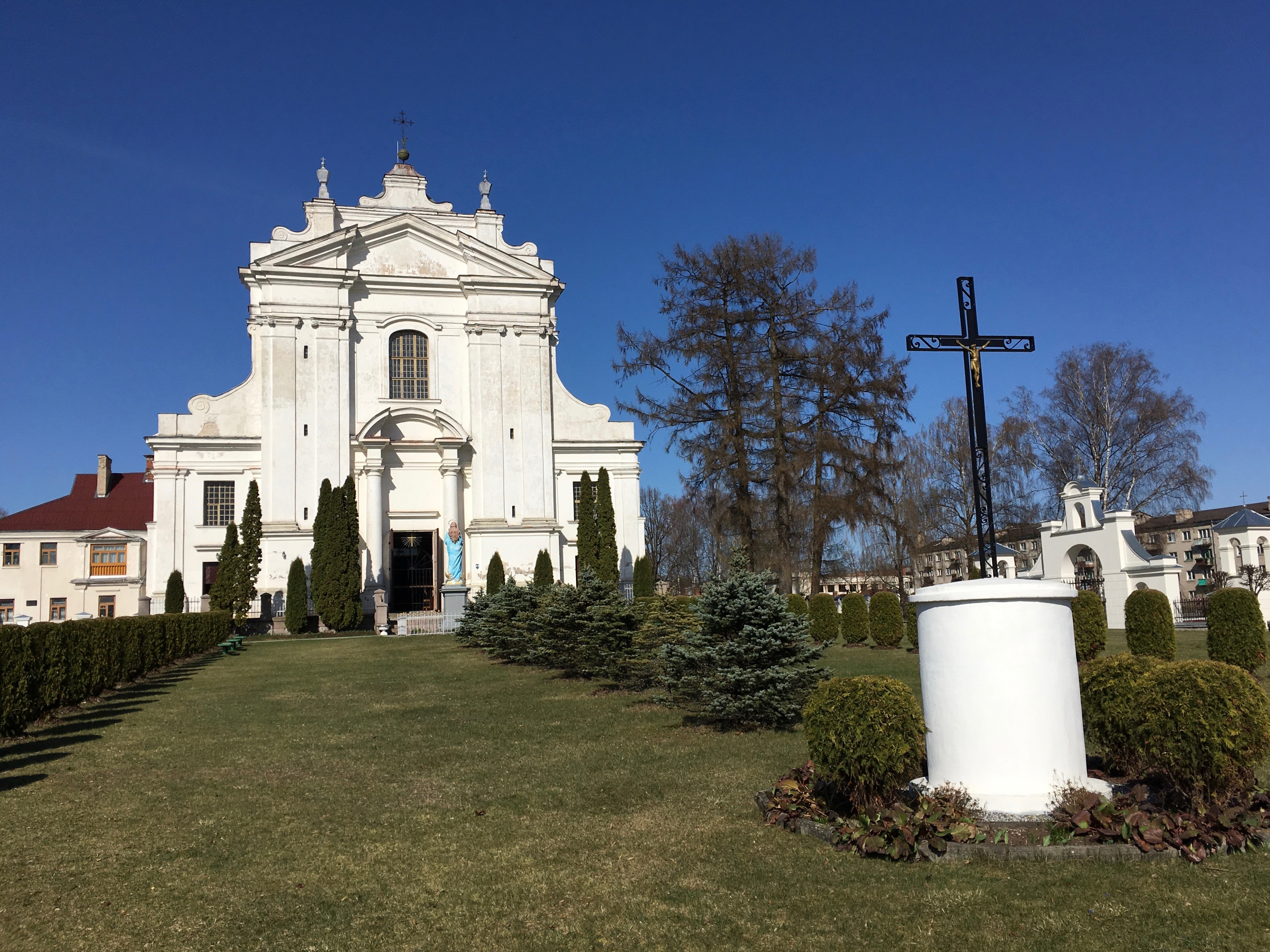
Kościół św. Ludwika

- Polska, Powiat poddębicki
- Polska, Aleksandrów Łódzki
- Polska,Powiat Hajnowski[5]

Krasław w Bibliotece Narodowej